# Casa Blanca, Tilapa
Casa Blanca är en ort i Mexiko.   Den ligger i kommunen Tilapa och delstaten Puebla, i den sydöstra delen av landet, 110 km sydost om huvudstaden Mexico City. Casa Blanca ligger 1 240 meter över havet och antalet invånare är 939.
Terrängen runt Casa Blanca är kuperad åt nordost, men åt sydväst är den platt. Runt Casa Blanca är det ganska tätbefolkat, med 65 invånare per kvadratkilometer. Närmaste större samhälle är Izúcar de Matamoros, 5,7 km öster om Casa Blanca. Omgivningarna runt Casa Blanca är en mosaik av jordbruksmark och naturlig växtlighet.